# 13 (álbum de Tako)
13 es el decimotercer álbum del grupo español Tako, procedente de Ejea de los Caballeros, Zaragoza. Este disco, contiene trece temas muy roqueros y donde se destaca especialmente la guitarra solista, a manos de Iñigo Zubizarreta, quien cuenta con la colaboración de Julián Kanevsky (La cabra mecánica).
En este álbum, grabado en los Studios Sonora de Madrid, el grupo crea una nueva versión de su ya conocida canción A las puertas del deseo; y compone Sin tanto ruido, dedicada al Real Zaragoza y a su fiel afición.

## Lista de canciones
1. Lágrimas de sueño (3:14)
2. La mitad de mis espejos (3:18)
3. La pensión de las aceras (2:58)
4. Seda negra (3:34)
5. A las puertas del deseo (4:15)
6. Chica caliente (3:39)
7. Trenzas de arena (4:29)
8. La caricia del tormento (3:08)
9. Generación XXI (3:09)
10. Entre tinieblas (4:00)
11. Sólo esta noche (2:53)
12. Sol de medianoche (3:35)
13. Sin tanto ruido (3:57)

## Miembros
- Mariano Gil Rones (Voz y guitarra)
- Nacho Jiménez (Teclados y coros)
- Fernando Mainer (Bajo y coros)
- Iñigo Zubizarreta (Guitarra solista)
- José Mena (Batería)

- Datos: Q20015844